# Judy Blume
Judith Blume (geboortenaam: Judith Sussman) (Elizabeth (New Jersey), 12 februari 1938) is een Amerikaanse schrijfster van kinderboeken en jeugdliteratuur.

## Levensloop
Blume studeerde pedagogiek aan de New York-universiteit. Als een poging om zichzelf te vermaken, begon Blume verhalen te schrijven. In 1969 publiceerde ze haar eerste boek, The One in the Middle is the Green Kangaroo. Haar derde boek Are You There, God? It's Me, Margaret (1970) oogstte lof voor haar openhartige kijk op het begin van de puberteit en haar natuurlijke, zij het eenvoudige, schrijfstijl.
Aan de andere kant leidde dit tot pogingen om de oplagen van haar volgende boeken te verminderen. Haar botheid bracht haar ook in conflict met ouders, maar aan de andere kant had ze een opmerkelijke relatie met haar lezers en negeerde ze confrontaties. Blume was een van de eerste jonge volwassen auteurs die een aantal van haar romans schreef over tieners over controversiële onderwerpen als masturbatie, menstruatie, tienerseks, anticonceptie en de dood. Van haar romans zijn meer dan 82 miljoen exemplaren verkocht en ze zijn in 32 talen vertaald.
Ze heeft vele prijzen gewonnen voor haar schrijven, waaronder de Margaret A. Edwards Award van de American Library Association (ALA) in 1996 voor haar bijdragen aan jeugdliteratuur. Ze werd erkend als een Living Legend van de Library of Congress en ontving in 2004 de National Book Foundation-medaille voor haar opmerkelijke bijdrage aan Amerikaanse brieven.
Op 15 augustus 1959 trouwde ze met John M. Blume. Ze kregen twee zonen, Randy en Lawrence. Ze gingen in 1975 uit elkaar. Datzelfde jaar trouwde ze met Thomas A. Kitchens, maar ze scheidden in 1978. In het volgende decennium ontmoette Blume George Cooper. In 1987 trouwde ze met Cooper, haar huidige echtgenoot, met wie ze in de Florida Keys woont.

### Kinderboeken
- The One in the Middle Is the Green Kangaroo (1969)
- Iggie's House (1970)
- Tales of a Fourth Grade Nothing (1972)
- Otherwise Known as Sheila the Great (1972)
- It's Not the End of the World (1972)
- The Pain and the Great One (1974)
- Blubber (1974)
- Starring Sally J. Freedman as Herself (1977)
- Freckle Juice (1978)
- Superfudge (1980)
- Fudge-a-Mania (1990)
- Double Fudge (2002)
- Soupy Saturdays with the Pain and the Great One (2007)
- Cool Zone with the Pain and the Great One (2008)
- Going, Going, Gone! With the Pain and the Great One (2008)
- Friend or Fiend? With the Pain and the Great One (2008)

### Jeugdliteratuur
- Are You There God? It’s Me, Margaret (1970)
- Then Again, Maybe I Won’t (1971)
- Deenie (1973)
- Forever... (1975)
- Tiger Eyes (1981)
- Just as Long as We're Together (1987)
- Here's to You, Rachel Robinson (1993)
- Places I Never Meant to Be (1999)

### Romans
- Wifey (1978)
- Smart Women (1983)
- Summer Sisters (1998)
- In the Unlikely Event (2015)

### Gezamenlijke korte verhalen
- It’s Fine to Be Nine (2000)
- It’s Heaven to Be Seven (2000)

### Non-fictie boeken
- The Judy Blume Diary (1981)
- Letter to Judy: What Your Kids Wish They Could Tell You (1986)
- The Judy Blume Memory Book (1988)